# 高背鮈鱥
高背鮈鱥（学名：Hybopsis hypsinotus）为輻鰭魚綱鯉形目雅羅魚科鮈鱥屬的其中一種，分布於北美洲美國維吉尼亞州、北卡羅萊納州及南卡羅來納州的Peedee及Santee河流域，體長可達7.2公分，棲息在沙石底質、水流平緩的中小型河川或水塘底部，以水生昆蟲為食，生活習性不明。

### 引用
1. ↑  NatureServe. . The IUCN Red List of Threatened Species (IUCN). 2013, 2013: e.T202118A18234425  [14 January 2018]. doi:10.2305/IUCN.UK.2013-1.RLTS.T202118A18234425.en. （原始内容存档于2018-06-02）.